# Mave O’Rick
Mave O’Rick (* 13. Oktober 1977 in Detmold) ist ein deutscher Sänger und Popkünstler.

## Leben
Mave O’Rick, geboren und aufgewachsen als Maik Rösch in Detmold, fand in der Jugend zur Musik, als er für eine Rock-&-Pop-Band der städtischen Musikschule als Frontmann sang und während der Abiturzeit nebenberuflich als Tänzer und Choreograph arbeitete.
Als Komponist, Texter und Produzent seiner eigenen Songs veröffentlichte O’Rick fünf Studioalben der Genre Pop, Dance und Elektro, mit denen er über mehrere Jahre Stammgast auf den Bühnen zahlreicher CSD- und Pride-Veranstaltungen im deutschsprachigen Raum war. Mave O’Rick kollaborierte bei zwei seiner Produktionen mit der französischen Eurovision-Song-Contest-Siegerin Anne-Marie David.
Im Oktober 2021 sang und spielte er bei der Uraufführung von Ralph Siegels Musical Zeppelin den schwedischen Staubsaugerfabrikanten Sigge Caspar Eklund im Festspielhaus Neuschwanstein in Füssen. Im Oktober 2022 spielte er im Theater am Marientor in Duisburg bei der Uraufführung des Musicals 'N Bisschen Frieden - Rock'n'Roll Summer, ebenfalls von Ralph Siegel, die Rolle Erich Krause, in der Folge die Hauptrolle Walter Krause.

## Alben
- 2008: Self-Supported Superstar
- 2011: Neo Messiah
- 2014: Tanzflur Master … wo ist nur mein Ghettoblaster?
- 2015: Neo Intention
- 2021: Tohuwabohu[3]

## Compilations
- 2022: Eklection[4]
- 2023: Eklection Xtension

## Singles und EPs
- 2011: Tu te reconnaitras (encore une fois) / Du bist da – Kollaboration mit Anne-Marie David[5]
- 2016: Neo Intention (Religion is the killer)
- 2022: Der Staubsaugersong – aus Zeppelin – das Musical[6]

## Bücher
- 2015: Tanzflur Master … wo ist nur mein Ghettoblaster? (Roman) Self-Publishing
- 2023: Tohuwabohu (Roman) Self-Publishing
- 2024: Neo Intention #Liebe2023 (Roman) Story.one Publishing Thalia

## Engagements
- Oktober 2021 - November 2025: Zeppelin – das Musical, Erstbesetzung Sigge Caspar Eklund, Festspielhaus Neuschwanstein Füssen
- Oktober 2022: 'N Bisschen Frieden - Rock'n'Roll Summer, Erstbesetzung Erich Krause, alternierend Walter Krause, Theater am Marientor Duisburg[7]
- Mai - Juli 2023: Ein Bisschen Frieden - Summer Of Love, Erstbesetzung Erich Krause, Festspielhaus Neuschwanstein Füssen[8]
- Mai 2024: Ein Bisschen Frieden, Erstbesetzung Erich Krause, Deutsches Theater München[9]